# Franco Zeffirelli
Franco Zeffirelli (Firenca, 23. veljače 1923. – Rim, 15. lipnja 2019.), talijanski filmski i operni redatelj, koji je svjetsku slavu stekao 1968., filmskom verzijom "Romea i Julije" Williama Shakespearea (za koju je bio nominiran za Oscara) i televizijskim serijalom "Isus iz Nazareta".

## Rani život
Rođen je kao izvanbračno dijete imućnog trgovca tekstilom Ottorina Corsija i Adelaide Garosi, udovice koja je jedva spajala kraj s krajem šivajući odjeću bogatim gospođama. Ljubav je počela dok je Zeffirellijeva majka još bila u braku, a istovremeno kad je saznala daje trudna, umire joj suprug. Dijete je odlučila zadržati i roditi, a trudnički trbuh na pogrebu supruga, uglednog odvjetnika, skandalizirao je Firencu. Cijeli grad zabavljao se pričama o preljubima, ali zbog činjenice daje Adelaide ispratila muža s ovog svijeta noseći dijete drugog muškarca, pa se još usudila tako doći na sprovod, osude javnosti bile su mnogo oštrije nego što je bilo uobičajeno, prvo nje, a potom i malog Franca, kojega je veoma pogađalo što ga djeca zovu "kopile". Majka ga je, u želji da mu pokaže koliko ga voli i smatra posebnim, zvala nadimkom, Zeffiretti, po liku iz Mozartove opere "Cosi Fan Tutte". Godinama kasnije ljudi su to pogrešno izgovarali - Zeffirelli - pa je na kraju kao umjetničko ime odlučio uzeti - Franco Zeffirelli. Iako ga je otac pred smrt priznao, na njegovom prezimenu, Corsi, samo mu se lijepo zahvalio.
Dijete bez oca vrlo je brzo ostalo i bez majke, koja je umrla kad mu je bilo nepunih šest godina. U duši mu je, piše, ostala zauvijek:
- Iako je davno otišla iz mog života, uvijek sam uz sebe osjećao njezinu energiju, kao da je njezin duh sišao na zemlju i zaštitio sina koji je cijeloga života do današnjih dana jednako za njom čeznuo.
Mali Franco rastao je okružen ženama, dojiljom Ersilijom, pobožnom tetom Lide i miss Mary, učiteljicom engleskog koja mu je ulila ljubav za Shakespearea. Odrastanje bez roditelja u Firenci nadahnulo je njegov djelomično autobiografski film "Čaj s Mussolinijem" iz 1999.

## Seksualne sklonosti
U autobiografiji, u kojoj često naglašava mijene unutar vlastite "ljušture", u razmišljanjima o "visokoumnim" temama, kao i onima oko kojih ne postoji "kvorum" - od smisla života do vjere, preko morala do prijateljstva - cijelo jedno poglavlje posvetio je seksu:
- Jedina tema o kojoj mi nitko nije pričao kad sam bio mali, bio je seks. Našu dječju znatiželju neodoljivo je draškala činjenica da odrasli kao po nekom prešutnom dogovoru izbjegavaju tu temu, a Crkva ju proglašava grijehom - pripovijeda Zeffirelli i dodaje kako je na kraju "baš uz tu instituciju vezana priča u kojoj je spoznao što je to zabranjeno voće". Bez imalo suzdržavanja ispričao je kako je jedan "siroti fratar" s njim doživio svoj "trenutak slabosti":
- Bilo mi je 13 godina i sjećam se kako je toga dana, 1936., cijela Italija bila potresena smrću našeg Nobelovca, pisca i dramaturga Luigija Pirandella. Ljubio me i milovao, a nakon stoje potpuno zadovoljio svoju požudu nad mojim tijelom na trenutak se opustio. Malo kasnije, zaplakao je kao malo dijete, s izrazom kajanja na licu.
Zeffirelli piše o svojoj homoseksualnosti, ali naglašavajući kako je uvijek bio veoma diskretan u vezi sa svojim seksualnim sklonostima. Prva ljubav mu je, otkriva, bio gimnazijski kolega.
- Tek prije desetak godina, u San Franciscu, priznao sam da sam imao iskustva s muškarcima - otkriva redatelj koji je prvi snošaj sa ženom imao kao šesnaestogodišnjak. Spomenuta je, zapravo, bila majka djevojke s kojom je flertovao. Ona ga je, opisao je, "pritisnula uza zid i odvukla u krevet".
- Poslije sam imao brojna iskustva, među ostalima, i homoseksualna, ali sam uvijek bio diskretan kad je riječ o mojoj seksualnosti, ne zato što želim štogod sakriti, već stoga što se to tiče samo mene i samo nekolicine drugih.
No, iako je prihvatio svoju homoseksualnost, Zeffirelli nikada nije prihvatio i izraz gay za osobe koje vole isti spol, koji inače dolazi od engleske riječi - veseo.
- To je najgluplji mogući izraz za homoseksualce. Možda ih se njime želi obilježiti kao luđake, klaunove našeg društva, prihvaćene zbog vesele naravi, kao bezazlene i zabavne likove ekstravagantnih manira i običaja.
Najveća ljubav Franca Zeffirellija bio je jedan drugi veliki talijanski redatelj, Luchino Visconti. Sedamnaest godina starijeg Viscontija upoznao je nakon završetka Drugog svjetskog rata i nakon studija na Akademiji lijepih umjetnosti u Firenci, kad je u njegovim filmovima počeo kao glumac. Viscontiju je odmah za oko zapeo pristao mladić azurnoplavih očiju, plave kose i lijepih manira, pa mu je dao preporuke koje su mu otvorile vrata brojnih poznanstava. Bio je to početak njihovog dugog filmskog i životnog partnerstva.
- Luchino je za mene bio i ostao uzorom u svemu - priznao je.

## Redateljska karijera
Zeffirelli se kao samostalan filmski i kazališni redatelj, scenograf i kostimograf afirmirao pedesetih godina prošlog stoljeća. Nakon debija s komedijom za mlade "Camping" (1957.), do kraja šezdesetih privukao je svjetsku pozornost postavivši dvije smjele, netradicionalne ekranizacije Shakespeareovih drama: "Ukroćenu goropadnicu" (1966.) s Richardom Burtonom i Elizabeth Taylor u glavnim ulogama, te "Romea i Juliju" (1968.) zbog koje je postaje ikona pokreta mladih. U međuvremenu je snimio i dokumentarac o poplavi Firence, a 1971. postavlja "Brat Sunce, sestra Mjesec", romantiziranu pripovijest o životu Svetog Franje Asiškog. 
Samostalno, ili u partnerstvu s Viscontijem, uvijek brižljivo rekonstruira scenu, odabirući elemente koji će imati jak emotivni naboj za publiku. Nakon uspjeha međunarodne televizijske koprodukcije o Isusovu životu, "Isus iz Nazareta" (1976.), u Americi je realizirao, među ostalim, emotivnu dramu "Šampion" (1978.), "Beskrajnu ljubav" (1980.), u kojoj se etablira mlada Brooke Shields, i "Mladog Toscaninija" (1988.). Vratio se Shakespeareu 1990. te snimio "Hamleta" s Melom Gibsonom u naslovnoj ulozi. Sljedeće godine je na kazališne daske postavio operu "Turandot" Giacoma Puccinija i dramu "Šest lica traži autora" Luigija Pirandella. Filmu se vratio 1993., s "Pričom o jednoj grmuši" prema djelu Giovannija Verge.

## Politička karijera
Osim režijom, posljednjih dvadesetak godina bavio se i politikom. Još sedamdesetih je izabran u parlament na listi stranke Kršćanskih demokrata, 1994. i 1996. bio je ponovno izabran, ali taj put s liste Forza Italije Silvija Berlusconija. Koliko mu je Berlusconi vjerovao, govore priče kako niti jedna televizijska kuća na svijetu nije smjela postaviti kamere koje će zabilježiti nastupe kasnijeg premijera Berlusconija bez Zeffirellijeva dopuštenja. Berlusconi je slušao svaki njegov savjet, od uputa da objektivu uvijek okrene "bolji" profil do nošenja cipela s povišenim potpeticama zbog niskog rasta.
Usporedno s političkom karijerom, Zeffirelli je nastavio i filmsku: do kraja stoljeća snimio je "Jane Eyre" i "Čaj s Mussolinijem", a 2002. "Callas Forever", djelo inspirirano životom njegove velike prijateljice, operne dive Marije Callas. U kazalištu je postavio i "Madamu Butterfly" Giacoma Puccinija, Verdijevog "Trubadura" i Bizetovu "Carmen". Britanska kraljica Elizabeta II. mu je 24. studenog 2004. dodijelila titulu sir, kao prvom i dosada jedinom Talijanu koji ju je ponio.
Po tom respektabilnom opusu nije teško zaključiti kako je kroz život osobe kakav je Zeffirelli prošla revija zvijezda. Bilo ih je mnogo, zaista mnogo, a dvije najvažnije žene u njegovu životu, pored prerano umrle majke, bile su dvije ikone 20. stoljeća: Maria Callas u operi i Coco Chanel u modnom svijetu.
S potonjom ga je na početku njihove veze upoznao Visconti, a zahvalan joj je jer mu je prilikom njegovog prvog dolaska u Pariz darovala 12 originalnih Matisseovih crteža balerina od čije je prodaje preživio jedno dugotrajno i financijski teško razdoblje.
- U prvi sam mah pomislio kako su to dobre kopije, ali sve su bile originali. Velika mademoiselle doslovce me spasila od gladi.
I s Marijom Callas ga je upoznao Visconti.
- Bilo je to prestrašno iskustvo. Preda mnom je stajala ženetina u pravom smislu te riječi jer sve je na njoj bilo preveliko: široka usta prepuna velikih zubi koji su boli u oči snježnom bjelinom kad se smijala, a osmijeh joj nije silazio s usana. Nosina, pregoleme blještave oči, široka ramena, mesarske ruke, a noge su joj bile i više nego debele, kao natečene. Povrh svega, bila je katastrofalno odjevena - prisjetio se.
Ali, potom, usprkos ljubomori i netrpeljivosti prema njezinom partneru Aristotelu Onassisu, između njih se rodilo uzajamno poštovanje i bezgranično prijateljstvo. Toliko da Je Zeffirelli, kako bi svijet upozorio na svoju teoriju o njezinoj smrti, snimio film "Callas Forever".
Prema službenoj verziji, naime, Callasova je umrla 1977., u dobi od 53 godine, od srčanog udara u svojem pariškom stanu, dok Zeffirelli tvrdi da ju je otrovala njezina prijateljica Vasso Devetzi.
- Maria se posljednjih godina života okružila čudnim novim prijateljima, a ta žena je držala sve konce u rukama. Bila je u potpunosti pod njezinom kontrolom. Rečeno mije daje ostavila oporuku prema kojoj sve što ima, ostavlja služavki, vozaču i staračkom domu za glazbenike. No, nakon smrti toj oporuci nije bilo ni traga. Vasso Devetzi je sve vrijeme Mariji Callas davala tablete za spavanje i amfetamine. Ima osnove za sumnju daje ona ubila Mariju i potom joj ukrala sve stoje imala. Zašto bi inače odmah nakon ispraćaja, da preduhitri autopsiju, dala kremi-rati njezino tijelo? Maria je za života s gnušanjem govorila o kremiranju - piše Zeffirelli.
Vasso Devetzi danas više nije među živima, ali nagađa se da su upravo njezini nasljednici stajali iza dražbe nakita velike operne dive koji je za milijun britanskih funta prodan u londonskom Sotheby'su.

## Sukobi s Orianom Fallaci
Zeffirelli je cijeli život gajio neprijateljstvo i prema, možda najautoritativnijoj, talijanskoj novinarki 20. stoljeća, Oriani Fallaci, jer nije odobravao njezine radikalne političke stavove. Do njezine smrti 14. rujna ove godine među njima je buktalo otvoreno neprijateljstvo, no veliki redatelj je tada pokazao da se drži Voltaireove izreke - "Ne slažem se s onim što kažete, ali ću do smrti braniti vaše pravo da govorite".
Naime, Fallacijeva je zakopana s primjerkom lista Corriere della Sera, za koji je godinama pisala, s tri žute ruže i zlatnikom koji je Zeffirelli dobio od grada Firence. To je, naime, najveće odlikovanje koje gradski oci Firence dodjeljuju svojim zaslužnim građanima, a Zeffirelli ga je, za razliku od Fallacijeve, dobio. Tim činom želio je pokazati da joj je nanesena nepravda i ujedno joj je odao priznanje kao dostojnoj protivnici. Državu je, pak, pozdravio zbog odluke da se na stogodišnjicu rođenja njegovog partnera Luchina Viscontija, 2. studenog ove godine, izda prigodna poštanska marka u znak poštovanja i sjećanja. To je bio samo nagovještaj velikih događaja u njegovu životu.

## Aida
Prvi je bila autobiografija koja je, sigurno ne pukom slučajnošću, u talijanske knjižare stigla samo devet dana prije premijere Verdijeve "Aide" 7. prosinca, s kojom se nakon 14 godina vratio kazališnoj režiji i otvorio sezonu u milanskoj Scali. Nakon što je premijera završila, a zastor pao, među uzvanicima koji su uz buran pljesak uzvikivali "Bravo!" bili su talijanski premijer Romano Prodi i njemačka kancelarka Angela Merkel, holivudski glumac Rupert Everett, voditeljica Valeria Marini... U polusatnim ovacijama nije sudjelovao talijanski kantautor Lucio Dalla objasnivši poslije zašto mu se nije svidjela Zeffirellijeva "Aida": - Sve je to previše holivudski, ne sviđa mi se...
Oukusima ne vrijedi raspravljati, kao niti o - ljubomori. Zeffirelli to nije našao za shodno prokomentirati. U euforiji nakon premijere, vidljivo razgaljen, bez lažne skromnosti je priznao:
- Veoma sam ponosan. Ova je večer vratilaoperu na pijedestal koji zaslužuje, a sad je na nama da Scali vratimo staru slavu i učinimo je prvom opernom kućom na svijetu.
Kod Zeffirellija, naime, ništa nije slučajno. Medijska pompa uoči izlaska knjige u kombinaciji s najavama premijere vješto su tempirane. Najsočniji detalji iz autobiografije savršeno su se poklopili s kuloarskim pričama o sto kilograma zlatnog praha za pozlatu i 320 najavljenih izvođača u trijumfalnoj sceni opere, navodno u svrhu obrane stare dobre talijanske operne tradicije, kao zlatom i blještavilom okupanog spektakla.
- Navodno osuvremenjavanje opere i intelektualistička mudrovanja redatelja sa sjevera Europe su čisto barbarstvo, kriminal i manipulacije kojima se valja oduprijeti - objasnio je 83-godišnji redatelj. Iako je autoritetom, otvorenošću i čvrstim uvjerenjima zaslužio da mu se vjeruje na riječ, treba uzeti u obzir da je Zeffirelli i mag za samopromociju te dobro zna kako se u ovom slučaju autobiografija i opera izvrsno nadopunjuju.
- Čak i ako se pokaže da ste vjerovali u lošu ideju, bar ste nešto poduzeli, a ne samo stajali kao nijemi svjedok.